# Jana Lahodová
Jana Lahodová (Hradec Králové, 1957. június 4. – 2010. október 15.) olimpiai ezüstérmes csehszlovák válogatott cseh gyeplabdázó.

## Pályafutása
Hradec Kralovén kezdte a gyeplabdázást. Az 1970-es évek közepén került a Slavia Praha csapatához, ahol az együttes meghatározó játékosa lett. Tagja volt az 1980-as moszkvai olimpián ezüstérmes csehszlovák válogatottnak. Visszavonulása után nemzetközi játékvezető lett.

## Sikerei, díjai
- Olimpiai játékok
  - ezüstérmes: 1980, Moszkva